# Moulay

Moulay este o comună în departamentul Mayenne, Franța. În 2009 avea o populație de 996 de locuitori.